# Centro Penitenciario de Basauri
El Centro Penitenciario de Basauri, sita en la localidad de Basauri (Vizcaya) España, es una cárcel dependiente del Departamento de Justicia del Gobierno Vasco. Fue edificada en 1964 y originalmente tenía una capacidad para 115 reclusos. A día de hoy, alberga un total de 385 presos, según fuentes oficiales.
El 1 de octubre de 2021, la titularidad de las instalaciones, como el personal que trabaja en él, fue traspasado desde Instituciones Penitenciarias del Gobierno español al Departamento de Justicia del Gobierno vasco.

## Prisión de tránsito
La cárcel de Basauri solía ser un centro penitenciario de tránsito en el que los presos, solamente varones, pasaban el tiempo de reclusión hasta que salieran sus juicios, algo que puede llevar hasta dos años. Entre los reclusos, los hay de poder adquisitivo medio, pero la gran mayoría no tiene recursos.
La prisión de Basauri, desde el 1 de octubre de 2021, ha pasado de ser un centro preventivo a ser un penal, por lo que se pueden cumplir condenas. También ha cambiado su nombre por el de Centro Penitenciario de Bizkaia. Las celdas son muy antiguas, y algunas tienen humedades y no reúnen las condiciones mínimas de higiene y salubridad. En las celdas suelen meter al menos dos personas, llegando a veces a estar cuatro. 
Los dos educadores de los que dispone no son suficientes para poder valorar la situación individualizada de cada interno.[cita requerida]
Dispone de un Centro Médico de Osakidetza en el módulo de enfermería, del cual cabe destacar la grandísima calidad humana y profesional de las médicos, enfermeras y auxiliares de las que dispone el centro penitenciario para una inmejorable atención hacia las personas privadas de libertad.[cita requerida]